# Panagidia-Galaktotrofousa-Kloster

Außenansicht des Panagidia-Galaktotrofousa-Klosters

Das Panagidia-Galaktotrofousa-Kloster (griechisch: Ιερά Μονή Παναγια Γαλακτοτροφουσα) ist ein kleines zypriotisch-orthodoxes Kloster im griechischen Teil der Insel Zypern. Das Kloster liegt in der Nähe des Ortes Kofinou (6,1 km) und befindet sich im südlichen Teil des Distriktes Larnaka. In unmittelbarer Nachbarschaft des Klosters hat das griechisch-zypriotische Satelliten- und Kommunikationsunternehmen Hellas-Sat ihren Sitz mit ihren Space-Center (ca. 500 m entfernt), sowie liegt die Strecke der Nord-Süd-Autobahn A1: Lefkosia – Lemesos.
Im Jahr 2012 lebten dort noch drei Mönche im Kloster, wovon der älteste Mönch 82 Jahre und die anderen 78 bzw. 40 Jahre alt waren. Der eigentliche Klosterbereich besteht im eigentlichen nur aus den Schlafräumen, der Klosterkirche, dem Hof und aus einigen Zimmern, die als Ausstellungsräume eingerichtet sind. Einer dieser Räume informiert über die Geschichte des Klosters, in einem anderen Raum befindet sich in einem Vitrinenschrank die Mumie mit den sterblichen Überresten des Gründers dieses Klosters. Die Mönche leben von Spenden und von dem Verkauf ihrer eigenen Olivenölproduktion.

## Geschichte
In der Näheren Umgebung des Klosters und in dem dort befindlichen Ort Kofinou, wohnte vor dem Zypernkrieg 1974, eine muslimische, türkisch-zypriotische Mehrheit. Nach der Vertreibung der meisten Griechen in Nordzypern, mussten auch die meisten türkischstämmigen Zyprioten des Bezirks Larnaka ihre Heimat verlassen. Während der Türkischen Invasion und Besetzung im Zypernkonflikt, wurden fast alle Mönche erschossen. Ein Zeitungsartikel zu diesen Ereignissen wird in einem Ausstellungsraum zur Geschichte des Klosters präsentiert.

## Bildergalerie

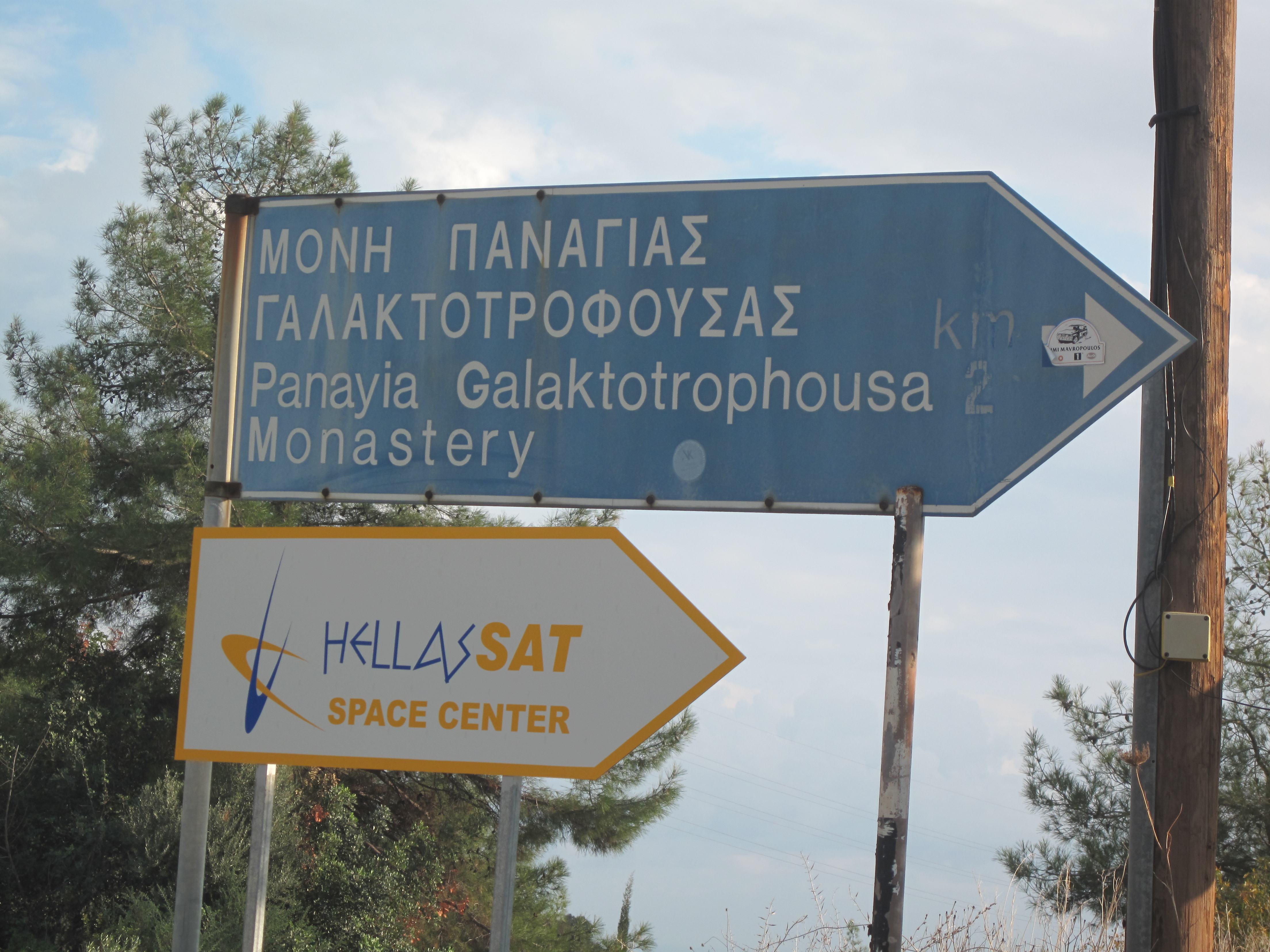
Wegweiser zum Kloster
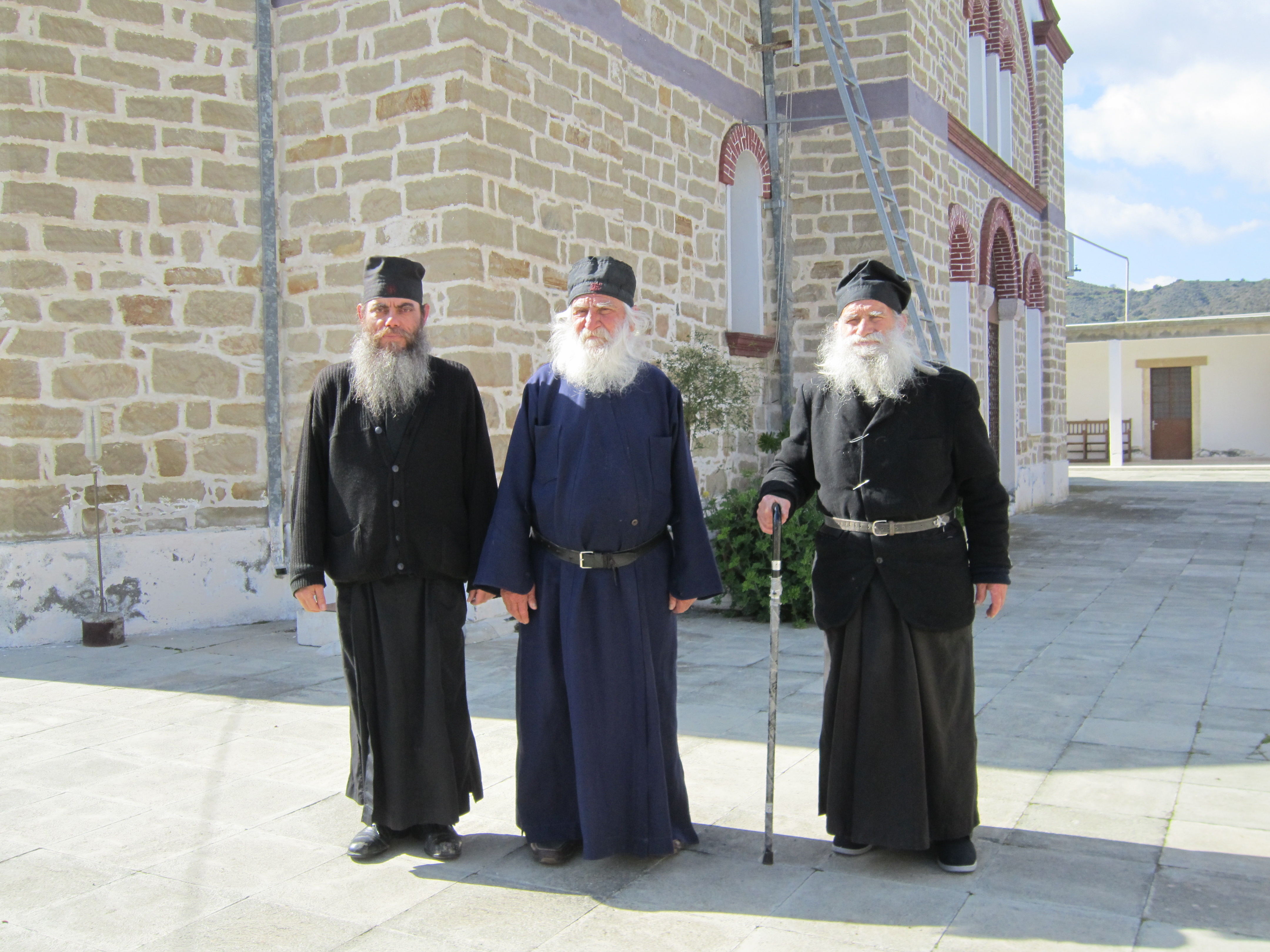
Die drei Mönche
Die Kirche des Klosters
Das Innere der Kirche
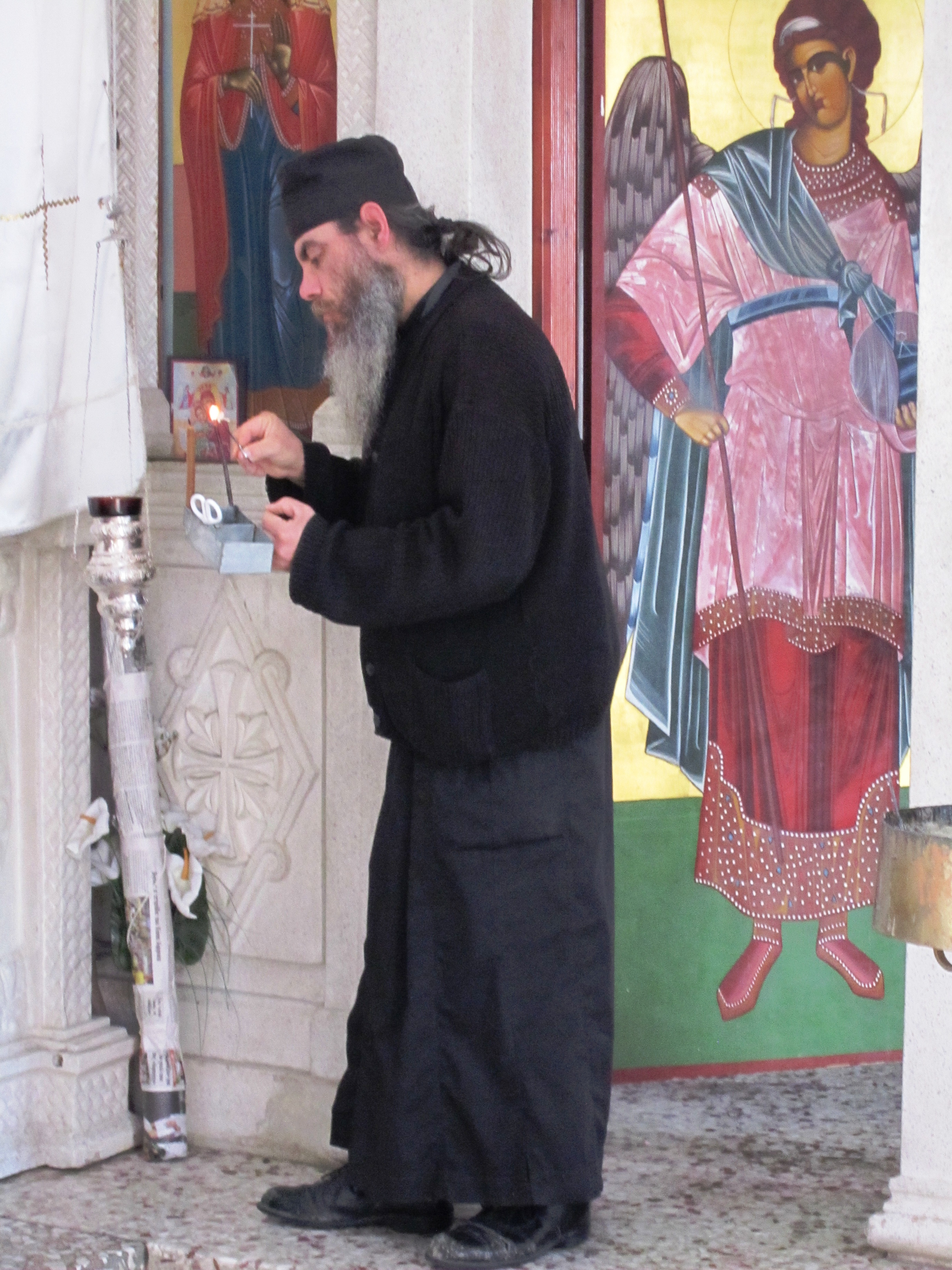
Ein Mönch bei der Arbeit
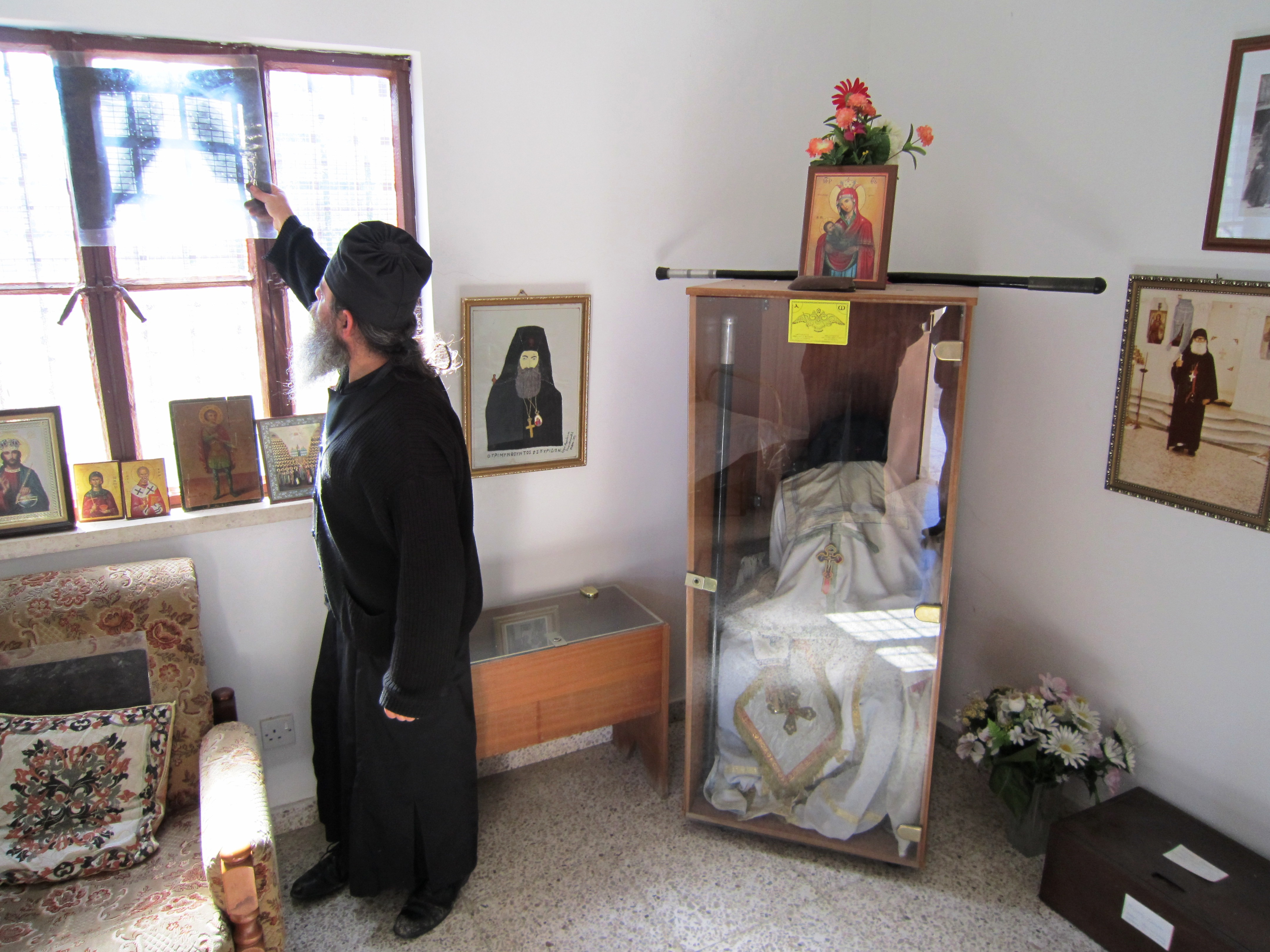
Mönch mit der Mumie des Gründers
Der Raum mit der Geschichte des Museums
Olivenölflasche des Klosters
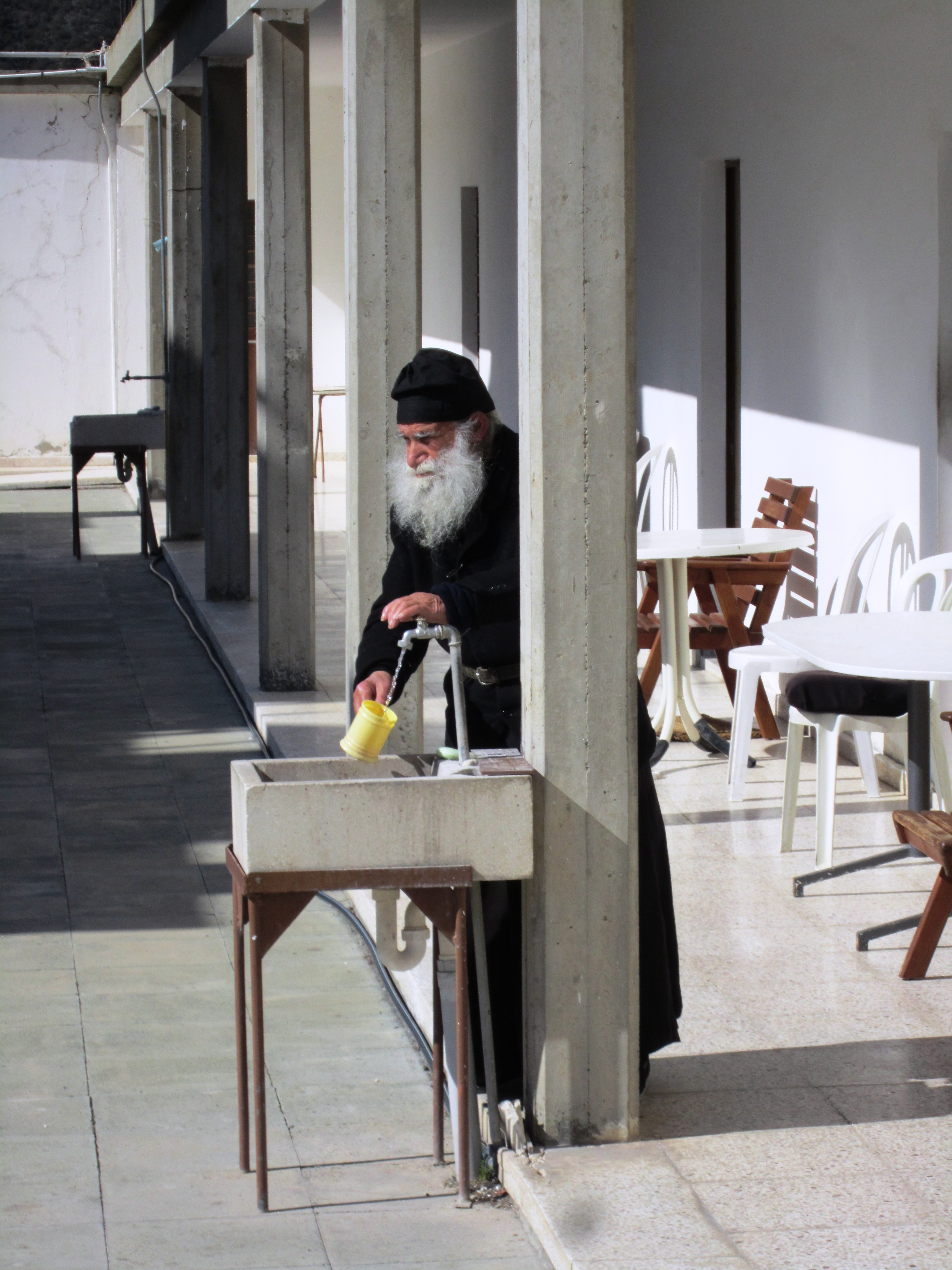
Mönch beim Wasserholen außerhalb des Klosters
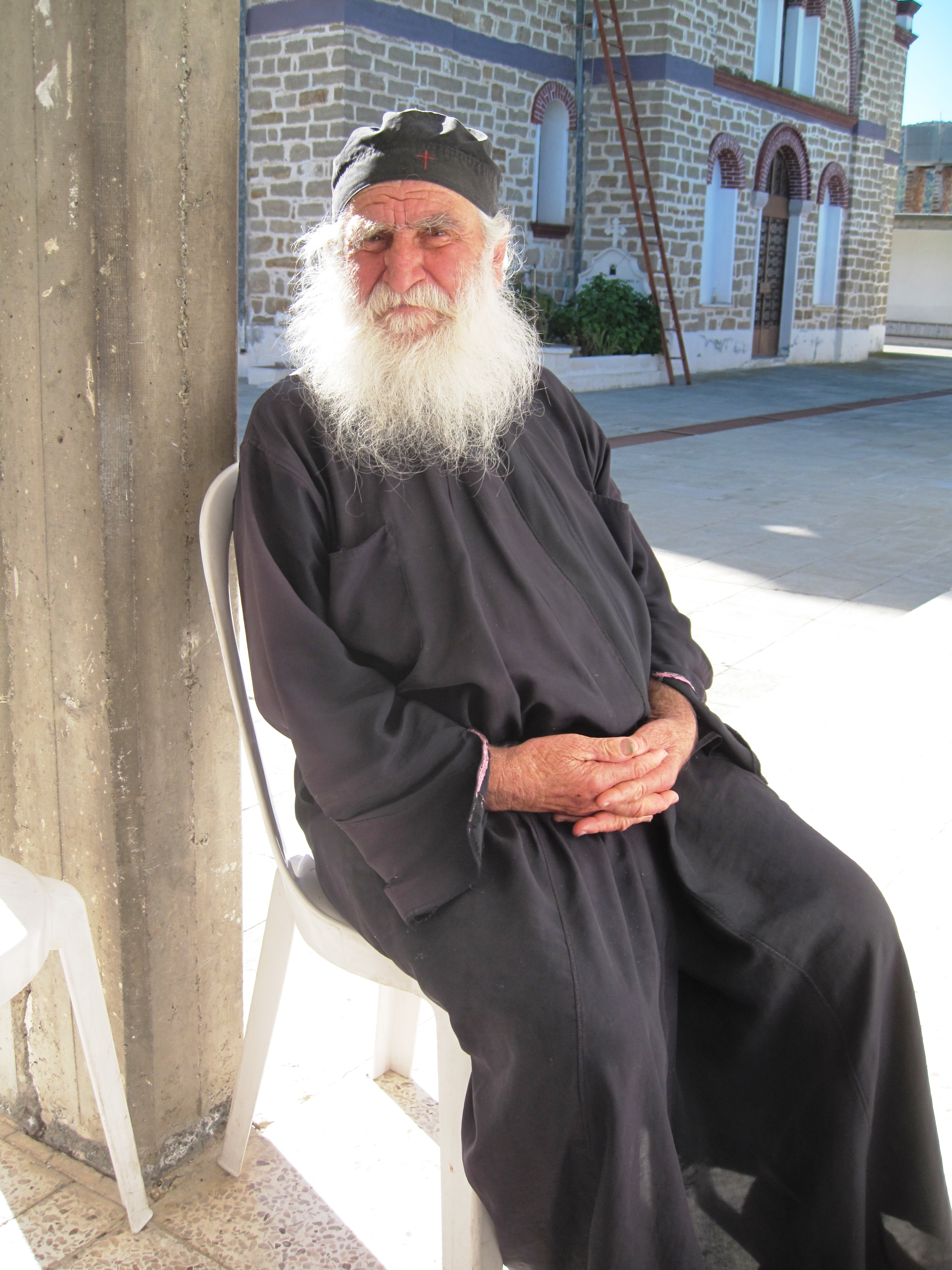
Mönch an der Klosterpforte